# Linfoma MALT
El linfoma MALT, también llamado linfoma de tejido linfoide asociado a mucosa, es un tipo de cáncer que se incluye dentro del grupo de los linfomas no Hodgkin, es uno de los subtipos de linfomas de células B. Suele originarse en el tejido linfoide de la mucosa del tracto gastrointestinal, sobre todo en el estómago, también en el tejido linfoide del pulmón, intestino delgado, glándula lagrimal, tiroides, mama y otras localizaciones.

## Epidemiología
Es un tumor poco frecuente, representa alrededor del 5% de los linfomas no Hodgkin, afecta sobre todo a personas de más de 60 años, algo más habitual en mujeres que en varones y muy raro en niños.

## Clínica
Suele debutar con fiebre y síntomas inespecíficos como perdido de peso, anemia, náuseas y otros síntomas dependiendo de su localización, por ejemplo dolor abdominal si afecta al estómago o infecciones respiratorias repetidas si se origina en el pulmón. No existen por lo general adenopatías visibles. Los linfomas MALT tienden a permanecer localizados durante periodos prolongados en el lugar en que se originan, por lo que el pronóstico en general es bueno, sin embargo son frecuente las recidivas.

## Diagnóstico
Se basa en la biopsia de una muestra de tejido obtenida por gastroscopia, broncoscopia u otros métodos, dependiendo de la localización del tumor.

## Asociación con Helicobacter pylori
Existe una asociación entre la aparición de linfoma MALT en el estómago y su colonización por la bacteria helicobacter pylori, se supone que un estímulo continuado antigénico de helicobacter pylori sobre el tejido linfoide del estómago, induciría la proliferación de linfocitos B y facilitaría la aparición del tumor. Por ello como parte del tratamiento se utilizan antibióticos con la finalidad de erradicar helicobacter pylori del estómago.

## Tratamiento
La base del tratamiento es la quimioterapia en la que pueden emplearse diferentes agentes, entre ellos clorambucil, ciclofosfamida y fludarabina. La radioterapia se emplea en ocasiones, cuando el tumor afecta a la conjuntiva ocular o en las formas muy localizadas o recurrentes.